# Pitkäkari (ö i Finland, Södra Österbotten)
Pitkäkari är en ö i Finland. Den ligger i sjön Sääksjärvi och i kommunen Vindala i den ekonomiska regionen  Järviseutu ekonomiska region  och landskapet Södra Österbotten, i den centrala delen av landet, 300 km norr om huvudstaden Helsingfors. Öns area är 0,6 hektar och dess största längd är 120 meter i öst-västlig riktning.